# It's not true
«It's not true» es una canción de disco debut del grupo británico The Who.
Es una canción escrita por Pete Townshend y grabada por la OMS para su álbum debut My Generation. Fue grabado en los estudios IBC en noviembre de 1965. En 1965, Pete Townshend dijo al respecto: "Este es otro tema favorito de todos. Lo odio. Sí, estoy pensando en abandonar éste a un país y el grupo occidental, en realidad".
Esta canción fue interpretada por varias bandas entre ellas Larry's Rebels, The Users, Magic Christian, The Ragamuffins of Love y The Storks.